# Beogradski mir
Beogradski mir (ruski: Белградский мир, turski: Belgrad antlaşması) bio je mirovni ugovor kojega su 18. rujna 1739. u Beogradu potpisali Osmansko Carstvo i Habsburška Monarhija. 
Tim ugovorom prekinuta su neprijateljstva nakon dvogodišnjeg Rusko-turskog rata 1735. – 1739., za kojeg se Habsburška Monarhija pridružila Ruskom Carstvu u borbi protiv Osmanskog carstva. Na osnovi tog mirovnog sporazuma Austrija je morala ustupiti sjevernu Srbiju s Beogradom (koje je dobila nakon Požarevačkog mira 1718.) Osmanskom Carstvu, a Oltenija (ili Mala Vlaška) je na osnovi već ranije potpisanog Požarevačkog mira iz 1718. godine, pripala Vlaškoj (Osmanskoj vazalnoj tvorevini).  
Crta razgraničenja između dotad zaraćenih strana bile su rijeke; Sava i Dunav. Nakon habsburškog potpisivanja mirovnog ugovora i Rusko Carstvo je bilo primorana ubrzo nakon toga s Osmanlijama sklopiti Mir iz Niša, na osnovi kojeg je mogla izgraditi utvrdu u Azovu te je time dobila uporište na Crnom moru.
Habsburška Monarhija je zadržala Temišvarski Banat ali je morala porušiti i napustiti sve utvrde koje je sagradila za vrijeme okupacije 1718. – 1739. te utvrde uz Dunav prema Osmanskom Carstvu. Odredbama mira obostrano su se morali amnestirati svi sudionici rata, te pustiti sve zarobljenike na slobodu. Ugovor je jamčio nepovredivost granica, njime je bilo zabranjeno prihvaćanje prebjega (hajduka) kao i povreda teritorija druge strane. Ugovorom je reguliran riječni promet Dunavom i Savom, te su se obje strane obvezale da će jamčiti slobodu trgovine.

## Vanjske poveznice
- Encyclopedia Britannica Concise - Ugovor iz Beograda[neaktivna poveznica] (engl.)
- Portal WHKMLA - Srbija od 1660.-1789. (engl.)